# Zawitała
Zawitała – wieś w Polsce położona w województwie lubelskim, w powiecie ryckim, w gminie Nowodwór.
Wieś w ziemi stężyckiej w województwie sandomierskim w XVI wieku była własnością pisarza ziemskiego stężyckiego Mikołaja Kłoczowskiego. W latach 1975–1998 miejscowość należała administracyjnie do ówczesnego województwa lubelskiego.
Wierni Kościoła rzymskokatolickiego należą do parafii św. Wojciecha w Nowodworze.